# Аполлон-13 (фильм)
«Аполлон-13» (англ. Apollo 13) — американская документальная драма 1995 года, одиннадцатый полнометражный фильм режиссёра Рона Ховарда с Томом Хэнксом, Кевином Бейконом, Биллом Пэкстоном, Гэри Синизом, Эдом Харрисом и Кэтлин Куинлан в главных ролях. Сценарий Уильяма Бройлеса-младшего и Эла Райнерта рассказывает о прерванной в 1970 году лунной миссии «Аполлон-13» и является экранизацией книги астронавтов Джима Ловелла и Джеффри Клугера Потерянная Луна («англ. Lost Moon») 1994 года.
Фильм рассказывает историю астронавтов Ловелла, Джека Суайгерта и Фреда Хейза, находившихся на борту злополучного «Аполлона-13» во время пятой миссии Соединенных Штатов на Луну с экипажем, которая должна была стать третьей по счету. По пути взрыв на борту лишает их космический корабль большей части запасов кислорода и электроэнергии, что вынуждает диспетчеров НАСА отказаться от высадки на Луну и импровизировать с научными и механическими решениями, чтобы безопасно доставить трёх астронавтов на Землю. 
Говард приложил все усилия, чтобы создать технически точный фильм, используя помощь НАСА в подготовке астронавтов и диспетчеров для своего актёрского состава и получив разрешение снимать сцены на борту самолёта с пониженной гравитацией для реалистичного изображения невесомости, испытываемой астронавтами в космосе.
Вышедший в прокат в кинотеатрах США 30 июня 1995 года, "Аполлон-13" получил положительные отзывы критиков и был номинирован на 9 премий «Оскар», включая «Лучший фильм» (победа за лучший монтаж и лучший звук). Фильм также получил премию Гильдии киноактеров США за выдающуюся игру актёров в кино, а также 2 премии Британской киноакадемии. В общей сложности фильм собрал в мировом прокате более 355 миллионов долларов. С тех пор он считается одним из лучших фильмов всех времён.
В 2023 году фильм был выбран для сохранения в Национальном реестре фильмов США Библиотекой Конгресса как имеющий «культурное, историческое или эстетическое значение».
Слоган фильма: «Хьюстон, у нас проблема!».

## Сюжет
В июле 1969 года астронавт Джим Ловелл устраивает домашнюю вечеринку, на которой гости по телевидению видят первые шаги Нила Армстронга на Луне. После этого Ловелл, который совершал орбитальный полёт вокруг Луны на Аполлоне-8 в декабре 1968 года, говорит своей жене Мэрилин, что он намерен вернуться на Луну, чтобы прогуляться по её поверхности.
Три месяца спустя, когда Ловелл проводит VIP-тур по зданию вертикальной сборки НАСА, его босс Дик Слейтон сообщает ему, что из-за проблем с экипажем Алана Шепарда его команда полетит на «Аполлоне-13» вместо 14. Ловелл, Кен Маттингли и Фред Хейз тренируются для своей новой миссии. За несколько дней до запуска у Маттингли обнаружена опасность заболеть краснухой, и врач требует его замены дублёром Джеком Суайгертом. Ловелл не хочет менять состав команды, но уступает, когда Слейтон угрожает перенести полёт его команды. По мере приближения даты запуска Мэрилин снится кошмар о гибели её мужа в космосе, но она отправляется в Космический центр Кеннеди за день до запуска, чтобы проводить его.
11 апреля 1970 года руководитель полётов Джин Кранц даёт добро Центру управления полётами Хьюстона на запуск «Аполлона-13». Когда ракета «Сатурн-5» поднимается в атмосферу, один из двигателей второй ступени отключается, но корабль всё равно достигает орбиты Земли. После отсоединения третьей ступени Суайгерт выполняет манёвр, чтобы соединить командный модуль Odyssey с лунным модулем Aquarius и отвести его от отработавшей ракеты.
Через три дня команда ведёт телетрансляцию, которую телесети отказываются транслировать в прямом эфире. После того, как Суайгерт включает вентиляторы резервуаров с жидким кислородом в соответствии с протоколом, один из резервуаров взрывается, высвобождая содержимое в космос, в результате чего корабль трясёт. Вскоре обнаруживается, что другой резервуар протекает. Астронавты пытаются устранить утечку, отключив топливные элементы № 1 и № 3, но безрезультатно. При закрытых топливных элементах посадка на Луну должна быть отменена, и Ловелл и Хейз должны быстро запитать Aquarius, чтобы использовать его в качестве «спасательной шлюпки» для возвращения домой, поскольку Суайгерт отключает Odyssey до того, как разрядится его батарея. В Хьюстоне Крэнц собирает свою команду, чтобы разработать план безопасного возвращения астронавтов домой, заявив, что «мы не можем допустить провала». Контролёр Джон Аарон вызывает Маттингли, чтобы тот помог ему спланировать процедуру перезапуска Odyssey для приземления на Землю.
Пока Суайгерт и Хейз наблюдают за проходящей под ними Луной, Ловелл сожалеет о своём упущенном шансе пройтись по её поверхности, а затем переключается на проблему возвращения домой. Aquarius работает на минимальной мощности, команда страдает от холода, Хейз начинает чувствовать себя плохо, у него начинается жар. Суайгерт подозревает, что Центр скрывает свою неспособность доставить их домой; Хейз в гневе обвиняет неопытного Суайгерта в аварии, но Ловелл быстро обрывает спор. Когда уровень углекислого газа приближается к опасным значениям, Центр должен быстро придумать способ заставить квадратные фильтры командного модуля работать в круглых резервуарах лунного модуля. Решение было найдено благодаря предложению инженера НАСА Эда Смайли использовать подручные материалы, соединив их липкой лентой. Так как система наведения на Aquarius отключена, экипаж должен выполнить сложную, но жизненно важную коррекцию курса, вручную запустив двигатель лунного модуля.
Маттингли и Аарон находят способ включить системы командного модуля, не потребляя слишком много энергии, и Суайгерт перезапускает Odyssey, передавая дополнительную энергию от Aquarius. Когда экипаж отстреливает служебный модуль, он поражён, увидев степень его повреждения. Когда Aquarius входит в атмосферу Земли, никто не уверен, что теплозащитный экран Odyssey не повреждён. Напряжённый период радиомолчания, вызванного ионизацией отключения длится дольше обычного, но астронавты сообщают, что всё в порядке, а затем приводняются в Тихом океане.
Вертолёты доставляют троих мужчин на борт корабля USS Iwo Jima. За кадром голос Ловелла описывает последующее расследование взрыва на космическом корабле, а также дальнейшее развитие карьер Хайза, Суайгерта, Маттингли и Кранца. Ловелл задаётся вопросом, вернётся ли и когда человечество на Луну.

## В ролях
| Актёр              | Роль                     |
| ------------------ | ------------------------ |
| Том Хэнкс          | Джеймс Ловелл            |
| Кевин Бэйкон       | Джек Суайгерт            |
| Билл Пэкстон       | Фред Хейз                |
| Гэри Синиз         | Кен Маттингли            |
| Эд Харрис          | Джин Кранц               |
| Кэтлин Куинлан     | Мэрилин Ловелл           |
| Трейси Рейнер      | Мэри Хейз                |
| Дэвид Эндрюс       | Пит Конрад               |
| Кристиан Клименсон | доктор Чак               |
| Джо Спано          | директор НАСА Крис Крафт |
| Рэнс Ховард        | проповедник              |

В эпизодической роли в фильме снялся сам командир «Аполлона-13» Джеймс Ловелл: в финале фильма он, в образе одного из офицеров на палубе УДК «Иводзима», жмёт руку Тому Хэнксу, играющем его самого.

## Награды и номинации
| Премия                              | Категория                               | Номинант                                               | Результат |
| ----------------------------------- | --------------------------------------- | ------------------------------------------------------ | --------- |
| «Оскар»                             | Лучший фильм                            | Брайан Грейзер                                         | Номинация |
| «Оскар»                             | Лучшая мужская роль второго плана       | Эд Харрис                                              | Номинация |
| «Оскар»                             | Лучшая женская роль второго плана       | Кэтлин Куинлан                                         | Номинация |
| «Оскар»                             | Лучший адаптированный сценарий          | Уильям Бройлес-младший, Эл Райнерт                     | Номинация |
| «Оскар»                             | Лучшая музыка к фильму                  | Джеймс Хорнер                                          | Номинация |
| «Оскар»                             | Лучший монтаж                           | Майк Хилл, Дэниел Хэнли                                | Победа    |
| «Оскар»                             | Лучшая работа художника-постановщика    | Майкл Коренблит, Мередит Босвелл                       | Номинация |
| «Оскар»                             | Лучшие визуальные эффекты               | Роберт Легато, Майкл Кэнфер, Лесли Эккер, Мэтт Суини   | Номинация |
| «Оскар»                             | Лучший звук                             | Рик Диор, Стив Педерсон, Скотт Миллан, Дэвид Макмиллан | Победа    |
| «Золотой глобус»                    | Лучший фильм — драма                    |                                                        | Номинация |
| «Золотой глобус»                    | Лучший режиссёр                         | Рон Ховард                                             | Номинация |
| «Золотой глобус»                    | Лучшая мужская роль второго плана       | Эд Харрис                                              | Номинация |
| «Золотой глобус»                    | Лучшая женская роль второго плана       | Кэтлин Куинлан                                         | Номинация |
| BAFTA                               | Лучшая операторская работа              | Дин Канди                                              | Номинация |
| BAFTA                               | Лучший монтаж                           | Майк Хилл, Дэниел Хэнли                                | Номинация |
| BAFTA                               | Лучшая работа художника-постановщика    | Майкл Коренблит                                        | Победа    |
| BAFTA                               | Лучшие визуальные эффекты               | Роберт Легато, Майкл Кэнфер, Лесли Эккер, Мэтт Суини   | Победа    |
| BAFTA                               | Лучший звук                             | Рик Диор, Стив Педерсон, Скотт Миллан, Дэвид Макмиллан | Номинация |
| «Выбор критиков»                    | Лучший фильм                            |                                                        | Номинация |
| «Выбор критиков»                    | Лучший режиссёр                         | Рон Ховард                                             | Номинация |
| «Выбор критиков»                    | Лучшая мужская роль второго плана       | Эд Харрис                                              | Победа    |
| «Сатурн»                            | Лучший приключенческий фильм или боевик |                                                        | Номинация |
| Национальный совет кинокритиков США | ТОП 10 лучших фильмов года              |                                                        | Победа    |
| Премия Гильдии режиссёров США       | Лучший режиссёр                         | Рон Ховард                                             | Победа    |
| Премия Гильдии киноактёров США      | Лучшая мужская роль второго плана       | Эд Харрис                                              | Победа    |
| Премия Гильдии киноактёров США      | Лучший актёрский состав                 |                                                        | Победа    |
| Премия Гильдии продюсеров США       | Лучший фильм                            | Брайан Грейзер, Тодд Халлоуэлл                         | Победа    |
| Премия Гильдии сценаристов США      | Лучший адаптированный сценарий          | Уильям Бройлес-младший, Эл Райнерт                     | Номинация |

Сцены на корабле, в которых была необходима невесомость, снимались в условиях настоящей невесомости при полёте на самолёте-лаборатории по параболической траектории (кабрирование — выравнивание — пикирование). В салоне самолёта для съёмок были оборудованы две тесных кабины — точные копии внутренних помещений корабля «Аполлон».

## Производство

### Разработка
Права на экранизацию книги Джима Ловелла «Потерянная луна» предлагались потенциальным покупателям ещё до её написания. Он заявил, что его первой реакцией было то, что Кевин Костнер был бы хорошим выбором на эту роль.

### Подготовка к съёмкам
Первоначальный сценарий Уильяма Бройлеса-младшего и Эла Райнерта был написан с учётом Костнера из-за его внешнего сходства с Ловеллом. К тому времени, как Рон Ховард занял пост режиссёра, Том Хэнкс выразил заинтересованность в создании фильма по мотивам «Аполлона-13». Когда представитель Хэнкса сообщил ему, что сценарий уже ходит по рукам, он отправил его ему, и имя Костнера так и не было упомянуто в серьёзных обсуждениях. В конечном итоге Хэнкс был выбран на роль Ловелла благодаря его знаниям об «Аполлоне» и истории космоса.
Джон Траволта, интересующийся авиацией, пригласил Ховарда на роль Ловелла, но получил вежливый отказ. Джону Кьюсаку предложили роль Фреда Хейза, но он отказался, и роль досталась Биллу Пэкстону. Брэду Питту предложили роль Джека Суигерта, но он также отказался в пользу Севена, поэтому роль досталась Кевину Бэйкону. Говард пригласил Гэри Синиза на прослушивание для любого из персонажей, и Синиз выбрал Кена Мэттингли.
После того, как Хэнкс был утверждён на роль и началось строительство декораций космического корабля, Джон Сэйлз переписал сценарий. Планируя фильм, Говард решил, что каждый кадр будет оригинальным, и не будет использоваться ни один из кадров миссии. Интерьеры космического корабля были построены компанией Space Works Канзасского центра космосферы и космоса, которая также восстановила командный модуль «Аполлона-13». Для съёмок были построены два отдельных лунных модуля и два командных модуля. Изготовленные из некоторых оригинальных материалов «Аполлона», они были сконструированы таким образом, чтобы отдельные секции можно было снимать, что позволяло снимать внутри них. Space Works также построила модифицированные командный и лунный модули для съёмок внутри самолёта Boeing KC-135 с пониженной гравитацией, а также скафандры актёров, которые являются точными копиями скафандров астронавтов «Аполлона», вплоть до герметичности. Надев шлемы и закрепив их, актёры охлаждались и дышали воздухом, подаваемым в скафандры, как в настоящих скафандрах «Аполлона».
Центр управления полётами Кристофера К. Крафта-младшего состоял из двух диспетчерских на втором и третьем этажах здания 30 Космического центра имени Джонсона в Хьюстоне, штат Техас. НАСА предложило использовать диспетчерскую для съёмок, но Ховард отказался, решив построить собственную копию. Художник-постановщик Майкл Коренблит и декоратор Меридет Босуэлл отвечали за создание декораций Центра управления полётами в Universal Studios. Они были оснащены гигантскими проекционными экранами и сложным компьютерным комплексом с индивидуальными видеоканалами для всех пультов управления полётами. Актёры, игравшие диспетчеров, могли общаться друг с другом по выделенной аудиосвязи. Центр управления полётами, построенный для фильма, находился на первом этаже. Один из сотрудников НАСА, консультант фильма, рассказал, что декорации были настолько реалистичны, что в конце дня он уходил искать лифт, прежде чем вспоминал, что не находится в Центре управления полётами. Спасательный корабль USS Iwo Jima к моменту съёмок фильма был списан, поэтому вместо него был использован его систершип New Orleans.
Чтобы подготовиться к своим ролям в фильме, Хэнкс, Пэкстон и Бэйкон посетили Космический лагерь США в Хантсвилле, штат Алабама. Там астронавты Джим Ловелл и Дэвид Скотт, командир «Аполлона-15», проводили настоящие тренировочные упражнения с актёрами внутри имитатора командного модуля и лунного модуля. Актёров также научили пользоваться каждой из 500 кнопок, тумблеров и переключателей, используемых для управления космическим кораблём. Затем актёры отправились в Космический центр имени Линдона Джонсона, где совершили полёт на KC-135, чтобы имитировать невесомость в открытом космосе.
Каждый участник съёмочной группы провёл обширные исследования для проекта, чтобы создать реалистичную историю. Технический консультант Скотт был впечатлён их усилиями, отметив, что каждый актёр стремился к тому, чтобы каждая сцена была технически точной, слово в слово.
В Лос-Анджелесе Эд Харрис и все актёры, игравшие диспетчеров, записались в Школу диспетчеров, которую возглавляли Джерри Гриффин, руководитель полётов «Аполлона-13», и диспетчер Джерри Бостик. Актёры изучали аудиозаписи миссии, просмотрели сотни страниц стенограмм НАСА и прошли экспресс-курс по физике.
Сообщается, что Пит Конрад выразил заинтересованность в участии в фильме.

### Съёмки
Для актёров возможность снимать в условиях невесомости, а не в невероятно болезненных и неудобных ремнях безопасности для съёмок спецэффектов, стала решающим фактором, который отличал бы ужасный опыт съёмок от совершенно великолепного, каким он стал на самом деле.

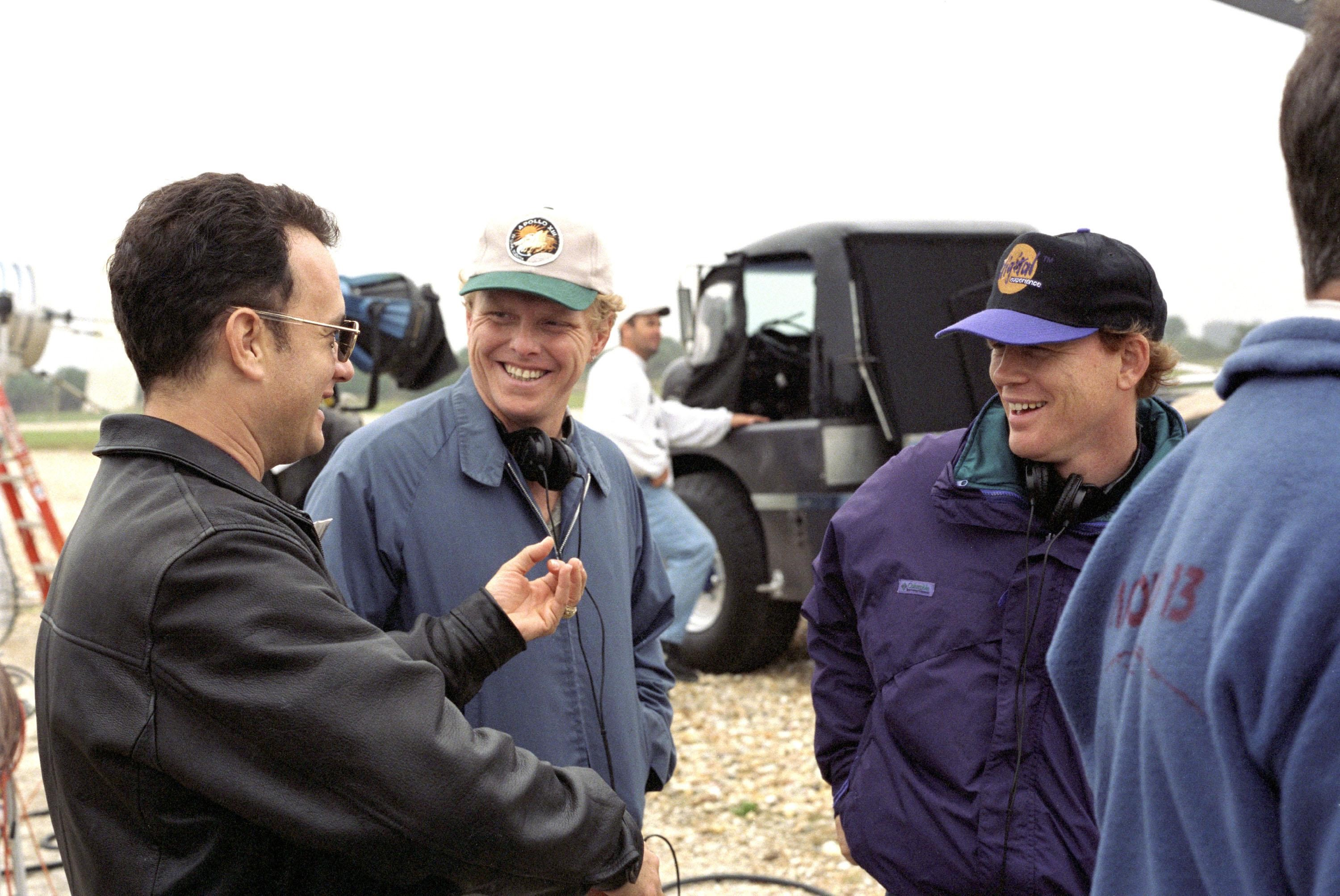
Рон Ховард (справа) с Томом Хэнксом (слева) и съёмочной группой во время съёмок в Космическом центре Кеннеди в декабре 1994 года

Основные съёмки фильма «Аполлон-13» начались в августе 1994 года. Ховард предвидел трудности в реалистичном изображении невесомости. Он обсудил это со Стивеном Спилбергом, который предложил провести съёмки на борту самолёта KC-135, который может летать таким образом, чтобы создать состояние невесомости примерно на 23 секунды — метод, который НАСА всегда использовало для подготовки своих астронавтов к космическим полётам. Говард получил разрешение и содействие НАСА, чтобы получить три часа и 54 минуты съёмочного времени, выполненного в 612 манёврах в невесомости. Съёмки в таких условиях позволили сэкономить время и деньги, поскольку воссоздание сцены и компьютерная графика были бы дорогими. Последние три недели съёмок проходили в павильонах Universal Studios Lot в Юниверсал-Сити, штат Калифорния, где были построены две копии командного модуля и лунного модуля в натуральную величину для одновременных съёмок в разных павильонах. Системы воздушного охлаждения снижали температуру внутри каждой звуковой сцены примерно до 38 °F (3 °C), чтобы имитировать условия, необходимые для конденсации и видимости дыхания актёров внутри космического корабля. Съёмки завершились 25 февраля 1995 года. Последней сценой, которую нужно было снять, была сцена приводнения в конце фильма, снятая на большом искусственном озере на территории студии Universal.

#### Безопасность
Съёмки в условиях невесомости продолжительностью 25 секунд были «напряжёнными и напряжёнными», но актёры и съёмочная группа отделались лишь синяками и ушибами, а большинство травм было получено при столкновении с предметами без защитной мембраны. Актёры и съёмочная группа фильма «Аполлон-13» описывают ощущения невесомости как пребывание в «рвотной комете» и «катание на американских горках», но укачивание затронуло лишь нескольких человек.
Во время съёмок сцен при низких температурах в павильонах Universal на стенах павильонов были вывешены плакаты с описанием симптомов обморожения, а съёмочная группа работала в куртках-парках.

## Неточности
Хотя в фильме всё показано исключительно детально и правдоподобно, встречаются некоторые моменты, не соответствующие реальному развитию событий.
- Знаменитая фраза «Хьюстон, у нас проблема» (англ. Houston, we have a problem) не вполне соответствует реальности: на самом деле, Суайгерт сказал «Окей, Хьюстон, у нас тут возникла проблема» (англ. Okay, Houston, we’ve had a problem here). Сценарист намеренно изменил построение фразы, чтобы сделать её более драматичной[24].
- В фильме показан эпизод с переносом части оборудования из лунного корабля в командный модуль. Такая операция действительно производилась, но причина этой операции указана неверно. В фильме говорится, что корабль следует по нерасчётной траектории, потому что он «слишком лёгкий». На самом деле причиной отклонения от баллистической траектории послужила система охлаждения электроники лунного модуля. Истекающая в вакуум вода вызвала нескомпенсированную реактивную силу. Командный модуль загружался оборудованием по другой причине — в посадочную программу бортового компьютера «Одиссея» была зашита совершенно определённая масса, включающая в себя 100 фунтов (45 кг) лунных камней[25].
- В фильме связь с экипажем после четырёхминутного радиомолчания во время входа в атмосферу Земли устанавливает бывший член экипажа «Аполлона-13» Кен Маттингли. На самом деле борт вызывал Джо Кервин, штатный CapCom (англ. Capsule Communicator) — «голос ЦУПа» из Бордовой команды, тоже астронавт. Радиомолчание продлилось 5 минут 3 секунды. На связь с Кервином вышел Джон Суайгерт[26].
- Альбом группы «The Beatles» «Let It Be» на самом деле вышел месяц спустя после запуска «Аполлона-13». В своей книге «Потерянная Луна» Джеймс Ловелл пишет, что попросил записать на кассету альбом «The Age of Aquarius[англ.]»[27]. Этот альбом создан популярной в те годы группой «The 5th Dimension».

## Саундтрек
| №                   | Название                                    | Автор(ы)                                        | Исполнитель                 | Длительность |
| ------------------- | ------------------------------------------- | ----------------------------------------------- | --------------------------- | ------------ |
| 1.                  | «Main Title»                                | Джеймс Хорнер                                   |                             | 1:31         |
| 2.                  | «One Small Step»                            |                                                 | диалог из фильма            | 0:42         |
| 3.                  | «Night Train»                               | Джимми Форрест, Льюис Симпкинс, Оскар Вашингтон | Джеймс Браун                | 3:27         |
| 4.                  | «Groovin»                                   | Феликс Кавальер, Эдвард Бригати                 | The Young Rascals           | 2:26         |
| 5.                  | «Somebody to Love»                          | Дарби Слик                                      | Jefferson Airplane          | 2:55         |
| 6.                  | «I Can See for Miles»                       | Пит Тауншенд                                    | The Who                     | 4:09         |
| 7.                  | «Purple Haze»                               | Джими Хендрикс                                  | The Jimi Hendrix Experience | 2:48         |
| 8.                  | «Launch Control»                            |                                                 | диалог из фильма            | 3:28         |
| 9.                  | «All Systems Go/The Launch»                 | Джеймс Хорнер                                   |                             | 6:39         |
| 10.                 | «Welcome to Apollo 13»                      |                                                 | диалог из фильма            | 0:38         |
| 11.                 | «Spirit in the Sky»                         | Норман Гринбаум                                 | Норман Гринбаум             | 3:50         |
| 12.                 | «House Cleaning/Houston, We Have a Problem» |                                                 | диалог из фильма            | 1:34         |
| 13.                 | «Master Alarm»                              | Джеймс Хорнер                                   |                             | 2:54         |
| 14.                 | «What's Going On?»                          |                                                 | диалог из фильма            | 0:34         |
| 15.                 | «Into the L.E.M.»                           | Джеймс Хорнер                                   |                             | 3:43         |
| 16.                 | «Out of Time/Shut Her Down»                 |                                                 | диалог из фильма            | 2:20         |
| 17.                 | «The Darkside of the Moon»                  | Джеймс Хорнер                                   | Энни Леннокс                | 5:09         |
| 18.                 | «Failure is Not an Option»                  |                                                 | диалог из фильма            | 1:18         |
| 19.                 | «Honky Tonkin»                              | Хэнк Уильямс                                    | Хэнк Уильямс                | 2:42         |
| 20.                 | «Blue Moon»                                 | Ричард Роджерс, Лоренц Харт                     | The Mavericks               | 4:09         |
| 21.                 | «Waiting for Disaster/A Privilege»          |                                                 | диалог из фильма            | 0:43         |
| 22.                 | «Re-Entry & Splashdown»                     | Джеймс Хорнер                                   |                             | 9:05         |
| 23.                 | «End Titles»                                | Джеймс Хорнер                                   | Энни Леннокс                | 5:34         |
| Общая длительность: | Общая длительность:                         | Общая длительность:                             | Общая длительность:         | 72:09        |